# Борчаг
Борча́г (Борчак, Біруїнца, рум. Borceag) — село в Кагульському районі Молдови, утворює окрему комуну.
В селі розташований виноробний завод.